# 班策河
49°5′46.87″N 10°58′56.06″E / 49.0963528°N 10.9822389°E
班策河（德語：Banzerbach）是德國巴伐利亚州的河流，位於該國東南部，屬於施瓦本雷察特河的左支流，河道全長2.6公里，流域面積20平方公里。

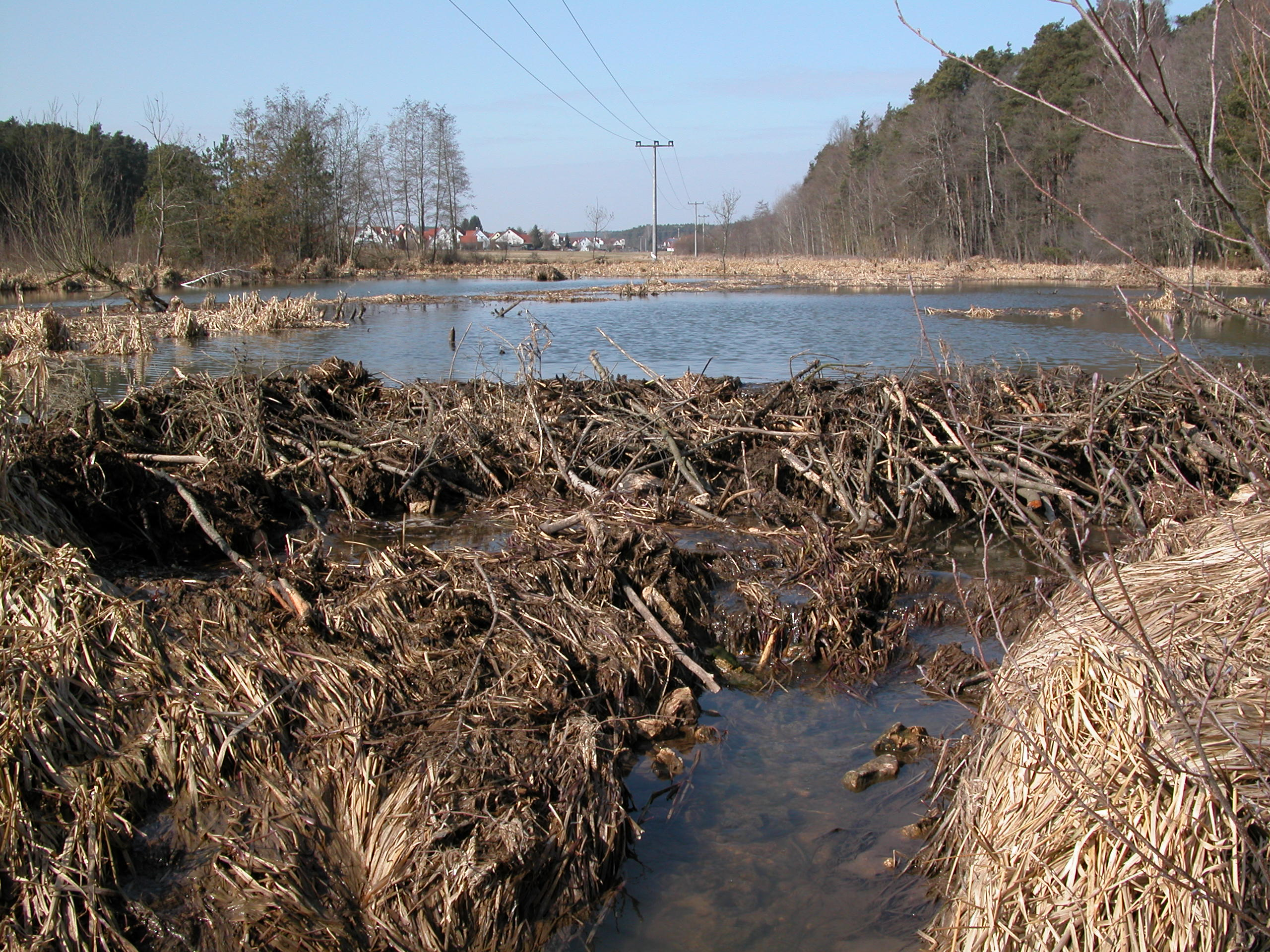
班策河

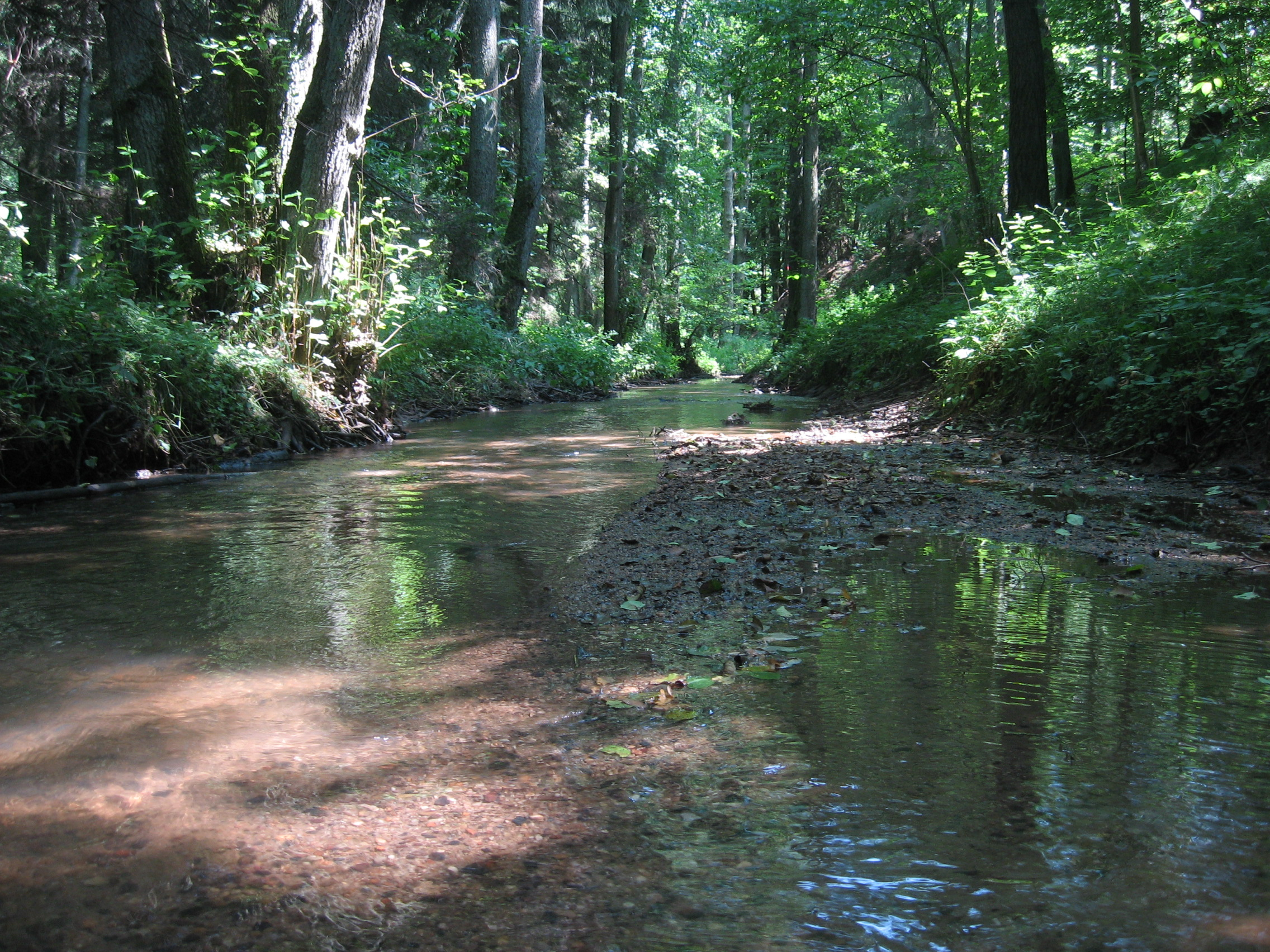
班策河